# Jorgeous
Jorgeous es el nombre artístico de Jorge Meza, una artista drag conocida por competir en la temporada 14 de RuPaul's Drag Race.

## Primeros años
Meza nació y se crio en una familia mexicana-estadounidense en San Antonio, Texas.

## Carrera
Meza empezó a hacer drag y actuar en bares gay a los 16 años. Ha dicho que "El nombre Jorgeous vino de la palabra 'gorgeous' y de mi nombre masculino, que es Jorge"
Jorgeous compitió en la temporada 14 de RuPaul's Drag Race. Después de sobrevivir a múltiples lip syncs, fue eliminada después de no impresionar a los jueces con el brindis cómico del juez de la serie Ross Mathews. Stephen Daw de Billboard la llamó "la asesina indiscutible de lip syncs de la temporada". Después de Drag Race, se unió a la gira Werq the World. Fue miembro del elenco del programa de variedades RuPaul's Drag Race Live!, a partir de 2023.

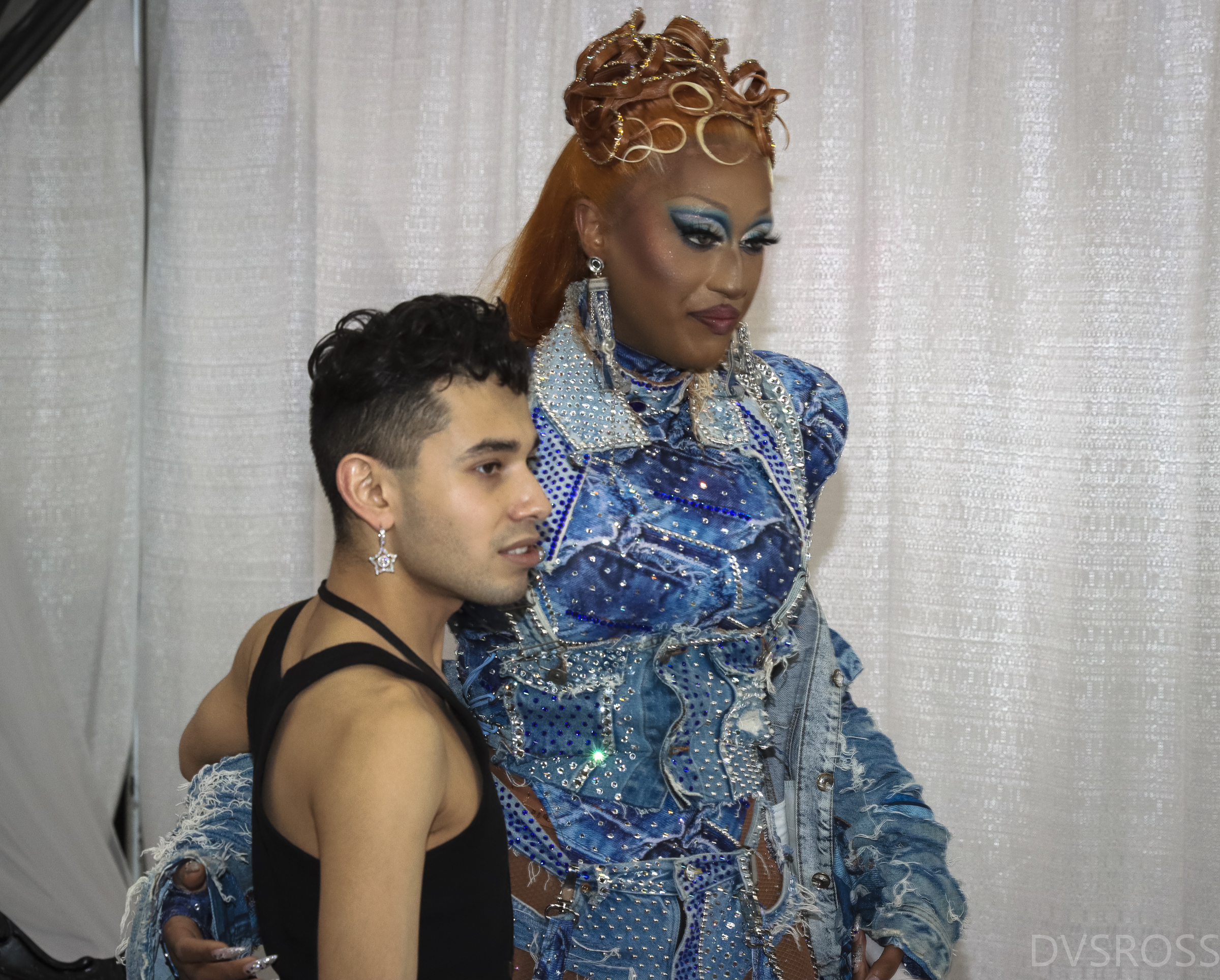
Jorgeous (izquierda) con Priyanka (derecha) en la RuPaul's DragCon LA, 2022

En 2022, Jorgeous apareció junto con otras drag queens en un tributo a Jennifer Lopez en los iHeartRadio Music Awards. También apareció en el vídeo musical de la canción de Leland "Taste So Good".

## Vida personal
Meza se trasladó a Tennessee por motivos de trabajo a los 18 años. Vivía en Nashville a finales de 2021. Meza es gay y tiene un hermano mayor que también es gay.
Jorgeous tiene aproximadamente 100,000 seguidores en Instagram, desde febrero de 2022.

## Filmografía

### Televisión
| Año  | Título                            | Papel      | Notas       |
| ---- | --------------------------------- | ---------- | ----------- |
| 2022 | RuPaul's Drag Race (temporada 14) | Ella misma | Concursante |
| 2022 | RuPaul's Drag Race: Untucked      | Ella misma | Concursante |
| 2024 | RuPaul's Drag Race: All Stars     | Ella misma | Concursante |

### Vídeos musicales
| Año  | Título | Artista                                      | Ref.   |
| ---- | ------ | -------------------------------------------- | ------ |
| 2020 | "Easy" | Troye Sivan, Kacey Musgraves ft. Mark Ronson | [ 22 ] |